# 科爾維爾湖 (西北地區)
67°10′00″N 126°00′07″W / 67.16667°N 126.00194°W
科爾維爾湖是加拿大的湖泊，由西北地區負責管轄，距離大熊湖約100公里，面積452平方公里，島嶼面積3平方公里，海拔高度245米，湖岸線長度121公里。